# 塞凡修道院
塞凡修道院，是一座修道院建築群，现存建筑主要由圣使徒教堂和诞神圣母教堂構成。修道院，位於亞美尼亞格加爾庫尼克州塞凡湖西北岸的一個半島上，距離塞凡鎮不遠。最初，修道院建在湖中一個小島的南岸。在蘇聯約瑟夫·斯大林時代開始的塞凡湖人工排乾之後，水位下降了約20米，使該島變成了一個半島。根據其中一座教堂的銘文，塞凡修道院由阿肖特一世（十年後成為國王）的女兒瑪麗雅姆公主於874年建立，當時亞美尼亞仍在努力擺脫阿拉伯統治。孤島上的塞凡納旺克修道院與世隔絕，戒條十分嚴格，在埃奇米阿津主教座堂犯錯的僧侶會被送到這裡清修，奉行無酒、無肉的生活。
蘇聯時期修道院曾被關閉，1936年的地震也對建築造成破壞。1956年至1957年年間，建築方進行了部分重建與修復